# Waterlot

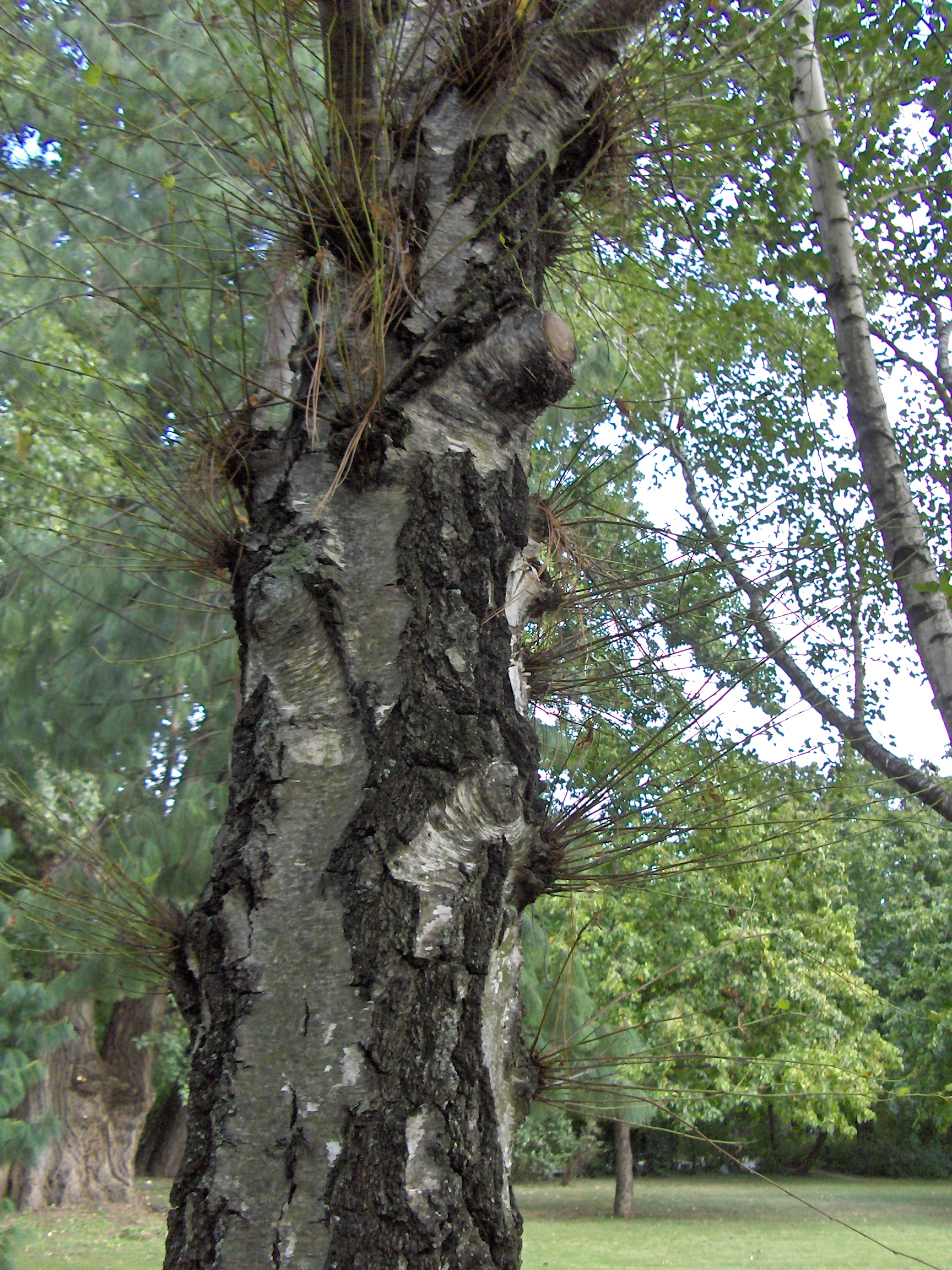
Waterlot bij een berk

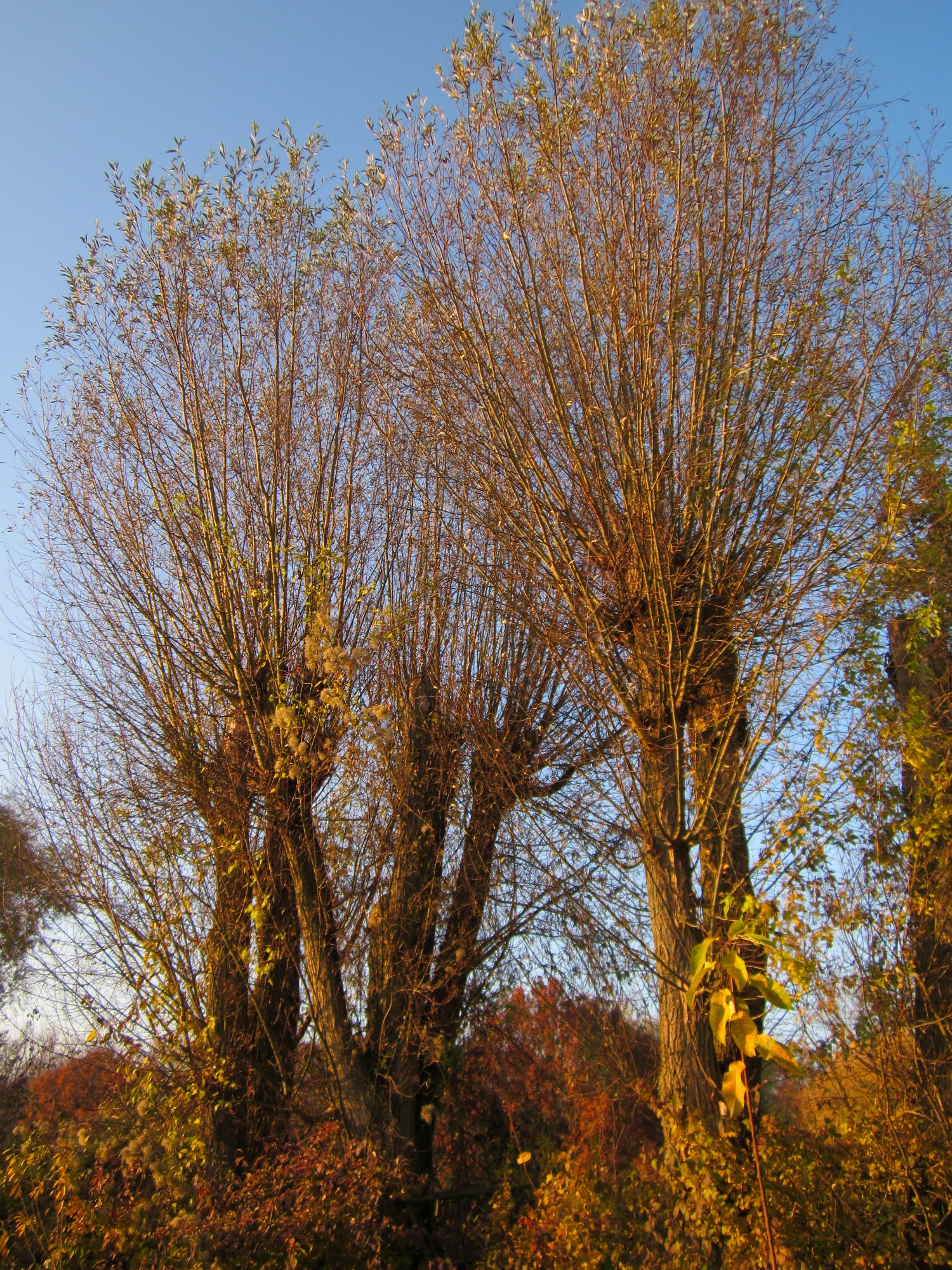
Waterlot bij schietwilg door knotten

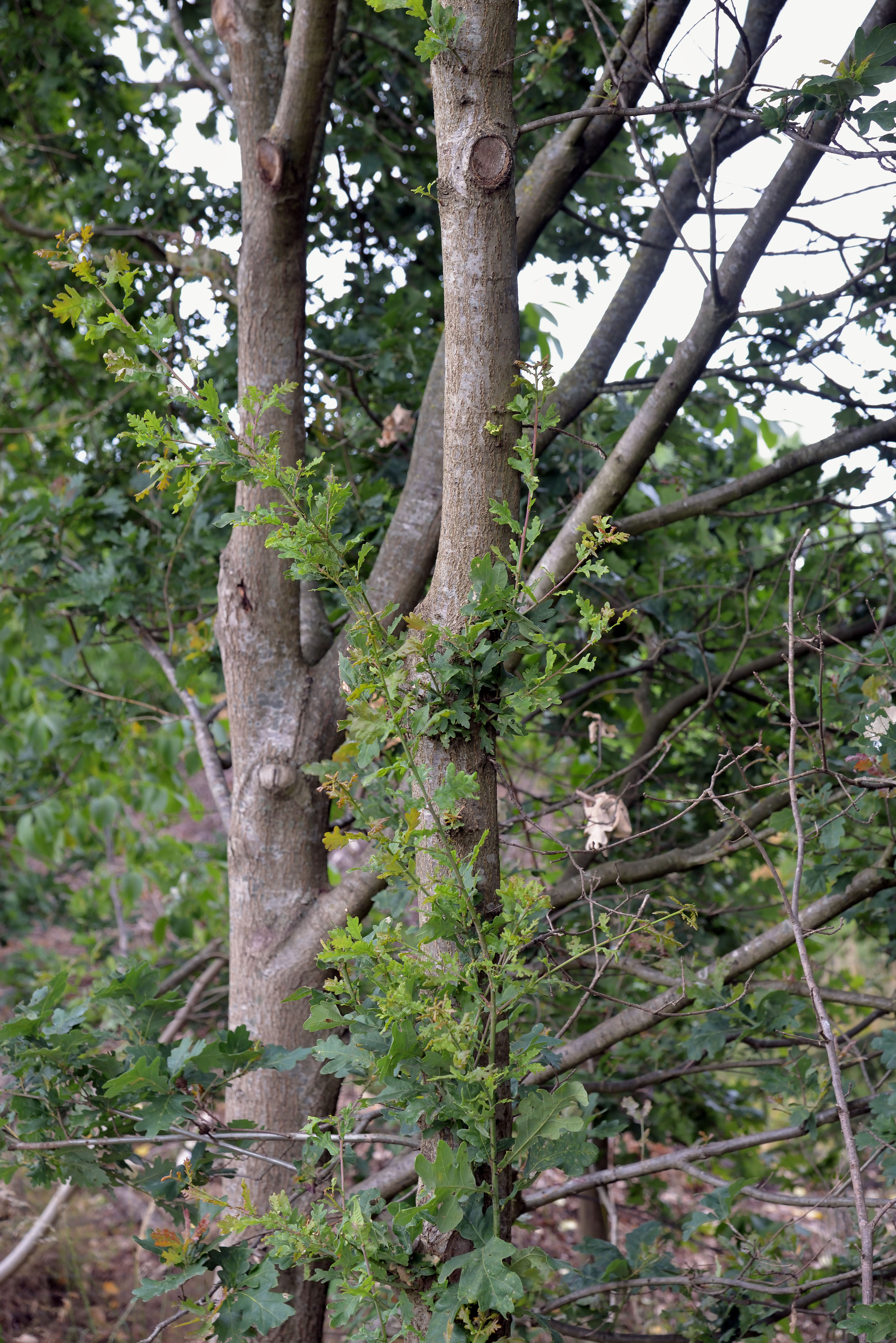
Waterlot bij zomereik

Waterloten zijn snelgroeiende twijgen die ontstaan aan een boom of struik als deze opeens de neiging vertoont zijn bladoppervlakte te herstellen. Dit kan verschillende oorzaken hebben. Sommige boomsoorten (bijvoorbeeld linde en kers) hebben een sterker neiging om waterlot aan te maken dan andere. De waterloten ontstaan uit slapende knoppen of adventiefknoppen. De slapende knoppen kunnen zichtbaar zijn op de bast van de boom of ze zitten onder de schors als epicormische knoppen.

## Zware snoei
Als een boom sterk gesnoeid wordt (meer dan 20% van het bladoppervlak) wordt het evenwicht tussen het wortelgestel en de kroon verstoord. Als er meer wortel is dan kroon reageert de boom hierop door lange stakerige loten te vormen (vaak uit slapende knoppen). Het knotten van bijvoorbeeld de schietwilg geeft bij het opnieuw uitlopen alleen maar waterlot. Ook de grienden bestaan uit waterlot.
De snoeimethodes die in de fruitteelt worden toegepast zijn meer gericht op een hoge opbrengst dan op de gezondheid van de boom. Doordat de bomen jaarlijks gesnoeid worden ontstaat er veel waterlot (dat ieder jaar weer wordt weggesnoeid). Als een fruitboom niet gesnoeid wordt, zal hij nauwelijks waterlot maken.

## Achteruitgang conditie
Als een boom 'slecht wordt' uit zich dit vaak in de vorming van waterlot op de stam en de dikste takken onder in de kroon en het afsterven van twijgen boven in de kroon. Hierdoor komt het bladoppervlakte dichter bij de stam. Tot de mogelijke oorzaken behoren beschadigde of onwerkzame wortels, bijvoorbeeld door graafwerkzaamheden, verandering in de grondwaterspiegel of zuurstoftekort door bodemverdichting. Ook kunnen transportkanalen beschadigd zijn door insecten of schimmels, zodat de boom moeite heeft de voedingstoffen te transporteren.

## Plotselinge blootstelling aan licht
Als een boom of struik ineens meer licht beschikbaar heeft zal deze reageren door waterloten te vormen.

## Voorkomen of beperken
Manieren om waterlot te voorkomen of te beperken zijn:
- niet meer dan 20% van de kroon (gemeten in bladoppervlak) ineens wegsnoeien
- ook aan de wortels snoeien
- in de zomer op correcte wijze snoeien
- uitlopende knoppen die waterloten gaan vormen, direct verwijderen (wel goed bijhouden)